# Мариан Аргир
Мариан Аргир (на гръцки: Μαριανός Ἀργυρός, починал 16 август 963) е византийски аристократ, генерал, адмирал и дипломат от средата на X век, член на фамилията на Аргирите. Постриган в монашество, през 944/945 г. той подкрепя поемането на едноличното управление от Константин VII и му е позволено да напусне манастира и да постъпи на императорска служба. Заема редица висши военни длъжности, воювайки в Южна Италия срещу местните бунтовници и Фатимидите и на Балканите срещу маджарите. През 963 г. той се опитва да се противопостави на възцаряването на Никифор Фока, като поеме контрола над Константинопол и арестува баща му Варда Фока Стари. При последвалите сблъсъци Мариан е ударен с тепсия по главата и умира на следващия ден, 16 август.

## Биография

### Произход и дворцовите преврати от 944 г.
Мариан е най-големият син на генерала Лъв Аргир, активен през първите десетилетия на X век. Той имал брат на име Роман Аргир, който през 921 г. се жени за Агата, дъщеря на император Роман I Лекапин (управлявал 920 – 944). Поради това Аргирите се считат за най-твърдите поддръжници на режима на Лекапини.  Роман Лакапин се издига на власт през 919 г. като регент на малолетния Константин VII Багренородни (управлявал 913 – 959), когото той жени за дъщеря си Елена. До декември 920 г. позицията му е станала толкова непоколатима, че той е коронован за старши император.  За да консолидира властта си и вероятно с цел да измести управляващата Македонска династия със собственото си семейство, Роман издига най-големия си син Христофор за съимператор през 921 г., докато по-малките синове Стефан и Константин са провъзгласени за съимператори през 921 г. и 924. Христофор умира през 931 г. и тъй като Константин VII остава встрани, Стефан и Константин придобиват все по-голяма известност, въпреки че формално все още се нареждат след своя зет в колегията на императорите. Въпреки това през 943 г. възрастният Роман изготвя завещание, в което определя Константин VII за старши император след смъртта си. Това силно разстроило двамата му синове, които започнали да планират да завземат властта чрез държавен преврат, като Стефан Лакапин очевидно е инициаторът, а Константин Лакапин – доста неохотно му сътрудничи.
Именно в този контекст Мариан Аргир се споменава за първи път през декември 944 г. По това време той е монах и довереник на Стефан Лекапин. Според историка от XI век Йоан Скилица, Мариан по-рано е бил почитан от Роман I, който му се е доверявал. Въпреки това Мариан е един от заговорниците, мъже като Василий Петейнос и Мануил Куртикий, които подкрепят преврата на братята Лекапини на 20 декември, които успешно детронирали Роман I и го изпратили в манастир на остров Проти. Няколко седмици по-късно обаче, с подкрепата на населението, Константин VII успява да отстрани братята Лакапини, които се присъединяват към баща си в изгнание. Изглежда, че междувременно Мариан е сменил страна, тъй като участва в арестуването на Лакапини. Като награда Константин VII, вече единствен владетел, го освобождава от монашеските му обети, издига го до ранг на патрикий и го назначава на поста комес на конюшните. Изоставянето на монашеския обет му печели прозвището „Апамбас“ или „Апаббас“ (на старогръцки: Ἄπαμβας/Ἀπαββᾶς), чиято етимология е неясна.

### Командване в Южна Италия
След тези събития Мариан изчезва за известно време от сцената, докато не е изпратен начело на войски от темите Македония и Тракия в експедиция до Южна Италия, датирана от съвременните учени към 955 г. Причината за експедицията е бунтът, който избухнал в местните византийски области Лангобардия и Калабрия, обхванал и имперския васален град-държава Неапол. Византийският експедиционнен корпус обгражда и обсажда Неапол, докато градът не се предава. След това Мариан поел управлението на византийските провинции в Италия: през 956 г. той е засвидетелстван като стратег (губернатор) на Калабрия и Лангобардия в грамота за привилегиите на манастира Монте Касино. Приблизително по същото време, след нападение на Фатимидите над Алмерия, избухва война между Фатимидите и Омаядския халифат на Кордоба. Фатимидските източници съобщават, че Омаядите са предложили съвместни действия с Византия, но Мариан, изглежда, е бил фокусиран върху потушаването на бунта, вместо да участва във война с Фатимидите. Византийските пратеници дори отиват при фатимидския халиф Ал-Муиз и предлагат да подновят и удължат съществуващото примирие. Ал-Муиз обаче отказва, решен да разкрие сътрудничеството на Омаядите с неверния враг и да подражава на постиженията на баща си.
Халифът изпраща нови сили в Сицилия под ръководството на Амар ибн Али ал-Калби и неговия брат Ал-Хасан ибн Али ал-Калби. През пролетта/лятото на 956 г. фатимидският флот побеждава византийския флот в две битки в Месинския пролив, последвани от фатимидски набези на калабрийското крайбрежие. След тези набези Мариан пътува лично до двора на Фатимидите и търси примирие в замяна на възобновяване на плащането на трибутарния данък и ежегодното освобождаване на военнопленници, взети на изток. Ал-Муиз се съгласява с тези условия, но войната е възобновена скоро след това, когато византийският адмирал Василий разрушава джамията, построена от Фатимидите в Реджио, и нахлува в Термини. Поради това през 957 г. Мариан се завръща във фатимидския двор начело на второ посолство, като първо преминава през Сицилия, където очевидно предава на местния фатимидски управител Ахмад ибн ал-Хасан ал-Калби договорения данък. По време на приема от Ал-Муиз Мариан представя писмо от Константин VII, потвърждаващо условията, договорени по време на първото посолство, но този път Ал-Муиз отхвърля условията. След провала на тези преговори Константин VII изпраща голяма експедиция в Италия под командването на адмиралите Крамбей и Моролеон, докато Мариан поема командването на сухопътните войски. Фатимидите под ръководството на братята Калбид, Ал-Хасан и Амар, побеждават Мариан, но след пристигането на византийските подкрепления фатимидският флот напуска Калабрия само за да претърпи корабокрушение при завръщането си в Сицилия. След това Мариан вече не се споменава в Италия, въпреки че може да е предвождал третото посолство до Ал-Муиз през септември 958 г., което договаря сключването на петгодишно примирие между двете сили.

### Командването на Балканите и смърт
Около 959/961 г. Мариан отблъсква нападение на маджарите в Тракия, като взема много от тях в плен. Във връзка с тази операция Теофановия продължител го нарича „моностратег на тема Македония и катепан на Запада“. Мариан е единственият византийски военачалник, споменат в изворите като катепан на Запада – позиция, еквивалентна на тази на доместика на схолите на Запада, командващ всички „западни“ (европейски) войски. Не е ясно обаче дали това означава постоянно назначение или е било ad hoc длъжност, т.е. като стратег на Македония и временен общ командир на части от другите европейски теми. Последното е по-вероятно, тъй като е документирано, че Лъв Фока Младши е заемал поста доместик на Запада, но по това време се е сражавал срещу арабите на изток. 
На 15 март 963 г. император Роман II (r. 959 – 963) неочаквано умира, оставяйки малките си синове Василий II и Константин VIII като императори. Могъщият пълководец Никифор Фока (братът на Лъв Фока) решава да завземе трона за себе си, но среща съпротивата на паракимомена (главния шамбелан) и защитник на младите императори Йосиф Вринга. Търсейки подкрепа, Вринга предложил на Мариан висшето командване на изток и евентуално дори самия трон, ако му помогне. Мариан първоначално предлага да опитат да привлечат популярния племенник и лейтенант на Никифор Фока, стратега на Анатолийската тема Йоан Цимисхий. Последният не само отказва, но представил писмото им направо на чичо си, който събрал войските си в Кесария и ги заставил да го провъзгласят за император в началото на лятото.
Докато армията на Фока напредвала през Мала Азия към Константинопол, Мариан се опитва да организира преврат в столицата заедно с мъже от македонските полкове и въоръжени военнопленници. На този ход се противопоставя населението на града, което довежда до сблъсъци по улиците. Столичаното население е особено разгневено, когато на 5 август Мариан се опитал да изведе насила от църквата „Света София“, възрастния баща на Фока, Варда, който бил потърсил убежище в катедралата. Съобщава се, че Мариан е бил ударен по главата от тепсия, която някаква жена хвърлила от покрива на близка къща. Смъртно ранен, Мариан Аргир починал на следващия ден.  След това поддръжниците на Фока бързо надделяват, а Вринга е принуден сам да бяга в „Света София“ и на 16 август Никифор Фока е коронясан за старши император като опекун на Василий и Константин. Визирайки злощастната съдба на други водещи фигури в преврата срещу Роман I Лакапин от 944 г. – Василий Патейнос, който се споминал в умопомрачение по време на своето изгнание, и Мануил Куртикий, който се удавил при едно корабокрушение, – Теофан Продължител представя смъртта на Мариан Аргир като част от божието възмездие, въздадено на всички, които някога дръзнали да атакуват величието на един от боговъздигнатите императори, тоест на император Роман I Лакапин.